# معركة يسر (1846)
معركة يسر أو معركة شراك الطبول في فيفري 1846م شملت أرجاء شرق مدينة الجزائر إلى غاية مرتفعات الثنية وسهل يسر في منطقة القبائل.

## سلب قبائل يسر

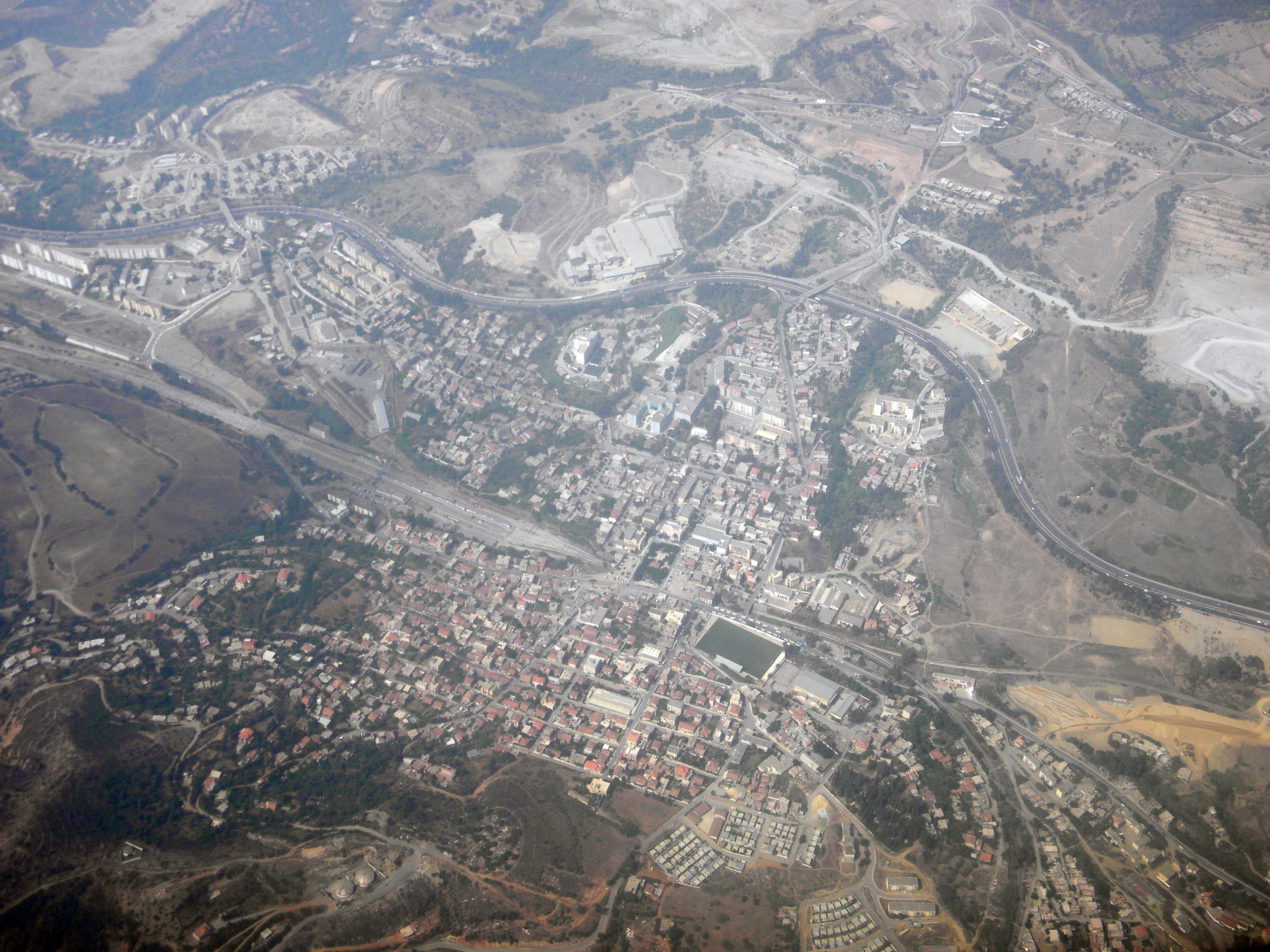
تيزي نايث عيشة

نشبت معركة بين مقاومي الخليفة أحمد بن سالم والجنود الفرنسيين في منطقة «الثنية» و«يسر» خلال سنة 1846م.
وكانت القوات الفرنسية، بقيادة «الجنرال جنتيل» (بالفرنسية: Jean-François Gentil)‏ و«العقيد بلانجيني» (بالفرنسية: Jean-Baptiste Blangini)‏، قد هاجمت مخيم «أحمد سالم» قرب وادي يسر في شهر فيفري 1846م.
فقد انتشر في مدينة الجزائر يوم 6 فيفري 1846م أن «أحمد بن سالم» خلال إحدى تحركاته السريعة قام بالهجوم على منطقة وادي يسر أين سلب كثيرا من الأملاك والمواشي من القبائل المتعاونة مع فرنسا.
وكان تعداد جنود «أحمد بن سالم» يتراوح بين 400 و500 فارس باغت بهم يوم 5 فيفري 1846م بعض الدواوير المتعاونة المحيطة بوادي يسر التي كان الفرنسيون قد أعطوها تعليمات بعدم البقاء قريبا من الضفة الشرقية للوادي، إلا أن بقاء هؤلاء المتعاونين في مضاربهم سمح للخليفة «أحمد بن سالم» بالهجوم عليهم وسلب ممتلكاتهم.
وبعد انتهاء الهجوم والسلب، غادر «أحمد بن سالم» سهل يسر بغنائمه ليختبئ في أيت بوعدو في أعالي منطقة القبائل.

## الحشد الفرنسي
قامت السلطة العسكرية في مدينة الجزائر بالتعامل الجدي مع هذا الهجوم المباغت على حلفاء فرنسا في يسر من خلال إجراءات تأمين هذا السهل الواقع شرق سهل متيجة من أخطار المتمردين.
فتم إرسال مفرزات من قوات الاحتلال انطلاقا من مدينة الجزائر متمثلة في فرقة من الفوج الخامس من صيادي أفريقيا وكتيبة من فوج الهندسة العسكرية تم توجيههم إلى منطقة خميس الخشنة (الفندق).

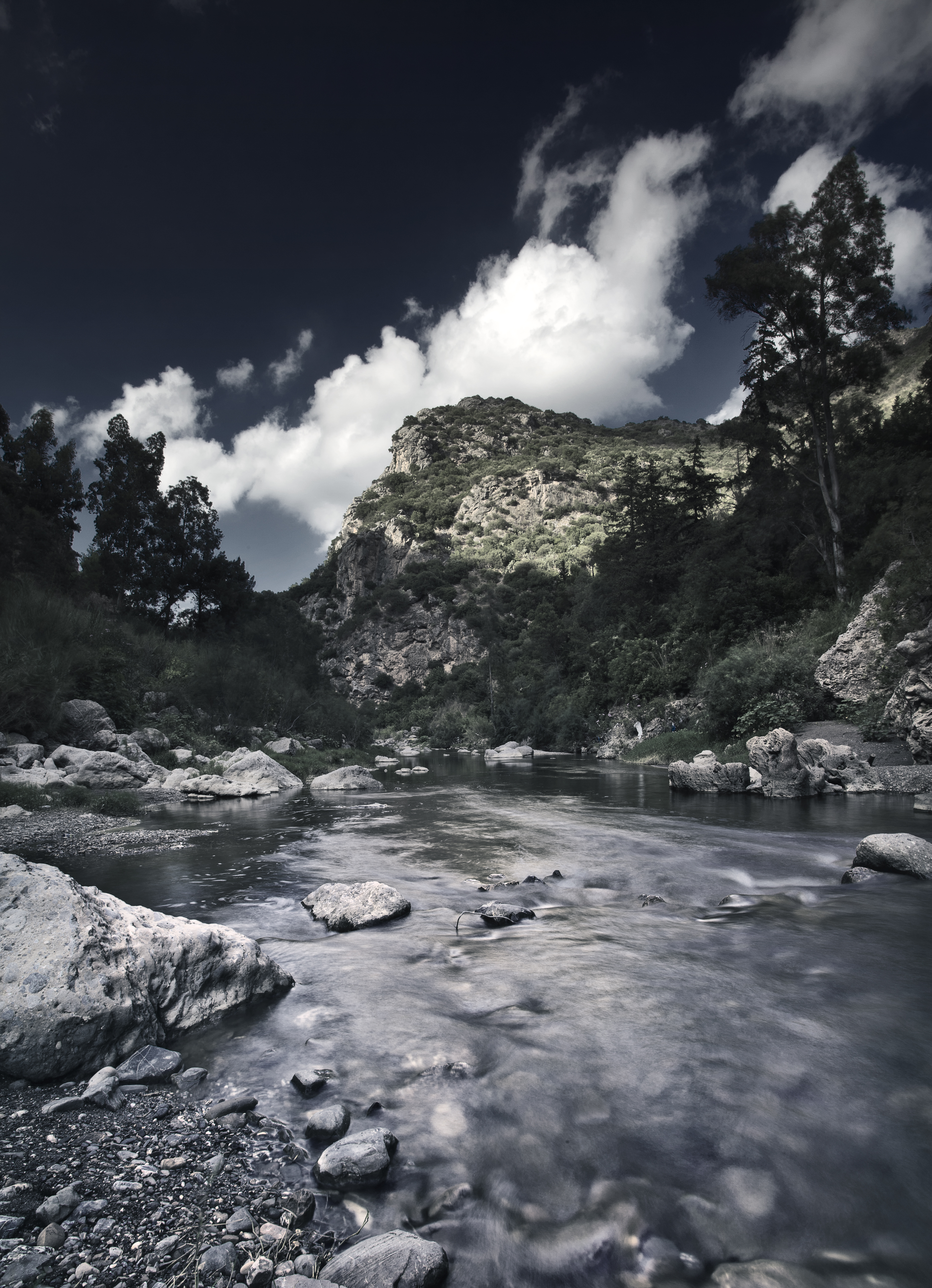
وادي يسر

وقد سارت بعض هذه المفرزات طوال ليلة 6 فيفري 1846م قصد الوصول السريع والمفاجئ إلى منطقة يسر.
ذلك أن هذا الحادث العسكري في منطقة وادي يسر قد أثار المخاوف لدى إدارة الاحتلال الفرنسي في مدينة الجزائر دافعا إياها إلى حماية حلفائها من خلال الانتقام من «أحمد بن سالم».
فانطلق كذلك «العقيد بلانجيني» في يوم الاثنين 2 فيفري 1846م من منطقة وادي قورصو متوجها إلى مدينة دلس لتعويض كتيبة من الفوج الثاني من الفرسان الخِفاف والفوج الثامن والخمسين من المشاة كانت معسكِرة في دلس.
وقد بلغت «العقيد بلانجيني» أنباءُ هجوم «أحمد بن سالم» على منطقة يسر في اليوم الأخير من مسيرته نحو دلس، وأن الخليفة «بن سالم» متواجد قرب وادي يسر رفقة حوالي 100 من فرسانه.
فأسرع «العقيد بلانجيني» في سيره ليصل باكرا إلى دلس أين تأكد من نبأ هجوم الزواوة على حلفاء فرنسا في يسر.
وعوض أن يبيت مع جنوده في دلس، عاود «العقيد بلانجيني» الانطلاق مباشرة متوجها نحو سهل يسر ليصل إليه في فجر 5 فيفري 1846م أين سمع أصوات طلقات البنادق قرب مضارب «قبائل ماوية».

## المعركة
انطلق «العقيد بلانجيني» نحو دواوير «قبائل ماوية» ليصلها على الساعة التاسعة صباحا لمواجهة جنود «أحمد بن سالم»، فتم تفريق الفرسان الزواوة المائة من طرف الجنود الفرنسيين، مع استعادة الغنائم المسلوبة وتحرير الأسرى المتحالفين مع الفرنسا.
وأخذ الجنود الفرنسيون بعض الراحة داخل «دواوير ماوية» في صبيحة 5 فيفري 1846م لينطلقوا بعد استيقاظهم في الصباح نحو منطقة الثنية للانصهار مع قوات «الجنرال جنتيل» على السفوح الجنوبية الشرقية لمرتفعات تيزي نايث عيشة.
وتم حينئذ إخبار «الجنرال جنتيل» في مخيمه العيشاوي بأن «أحمد بن سالم» متمركز مع فرسانه قرب «وادي المرجة»، فانطلق الجنود الفرنسيون إلى مخيم «حجرة الجهلاء» أين قضوا كل الليلة.
فأقبل بعض الفرسان خلال الليل ليخبروا «الجنرال جنتيل» أن أعداءه الزواوة لديهم مخيم في شعبة العامر (فليسة الجبل) فوق «وادي جمعة» في مكان يسمى «شراك الطبول».
وفي ليلة 6 إلى 7 فيفري 1846م، بعد نصف ساعة من منتصف الليل، انطلق الفرنسيون من جديد ليحاولوا مباغتة فرسان «أحمد بن سالم» في مخيمهم عبر التسلل بين المواقع التي وضعوها قرب وادي يسر.
وقُبَيْلَ فجر 7 فيفري 1846م بقليل وصلَتْ القوات الفرنسية صدفة إلى مخيم الزواوة حينما كان الحراس نائمين وجميع الفرسان يرتاحون ويؤدون صلاة الصبح قبل شروق الشمس.
فتم الاكتساح الفرنسي المباغت على مخيم «أحمد بن سالم» ليستيقظ الفرسان الزواوة مدهوشين بسبب الصراخ وطلقات البنادق، محاولين الفرار وتاركين وراءهم الخيول والأسلحة والأغراض وغنائم السلب التي حصلوا عليها في الأيام الماضية.

## الحصيلة
كانت نتيجة «معركة يسر» استحواذ الفرنسيين على 2.500 رأس ماشية، 600 بندقية، مواد غذائية كثيرة، ذخيرة، وبعض الأعلام.
وقد ذكرت الروايات أن «أحمد بن سالم» أو «الأمير عبد القادر» كان أحدهما ضمن الفرسان النائمين ولكنه استطاع الإفلات من القتل أو الأسر.
وبما أن الهجوم الفرنسي كان مباغتا، فإن انتصاره كان تاما حيث لم يتم إحصاء أي جريح فرنسي، في حين أن الزواوة تكبدوا خسارة حوالي مائة قتيل، إضافة إلى قتل قائدين مهمين من معاوني «أحمد بن سالم» تم سلب أسلحتهما.
وعادت كتيبة «الجنرال جنتيل» إثر هذه المعركة إلى مخيمها في «الثنية» عشية يوم 7 فيفري 1846م.